# U-381 (tàu ngầm Đức)
U-381 là một tàu ngầm tấn công  Lớp Type VII thuộc phân lớp Type VIIC được Hải quân Đức Quốc Xã chế tạo trong Chiến tranh Thế giới thứ hai. Nhập biên chế năm 1942, nó đã thực hiện được ba chuyến tuần tra nhưng không đánh chìm được mục tiêu nào trước khi bị mất tích trong Đại Tây Dương về phía Nam Greenland từ ngày 10 tháng 5, 1943.

## Thiết kế và chế tạo

### Thiết kế

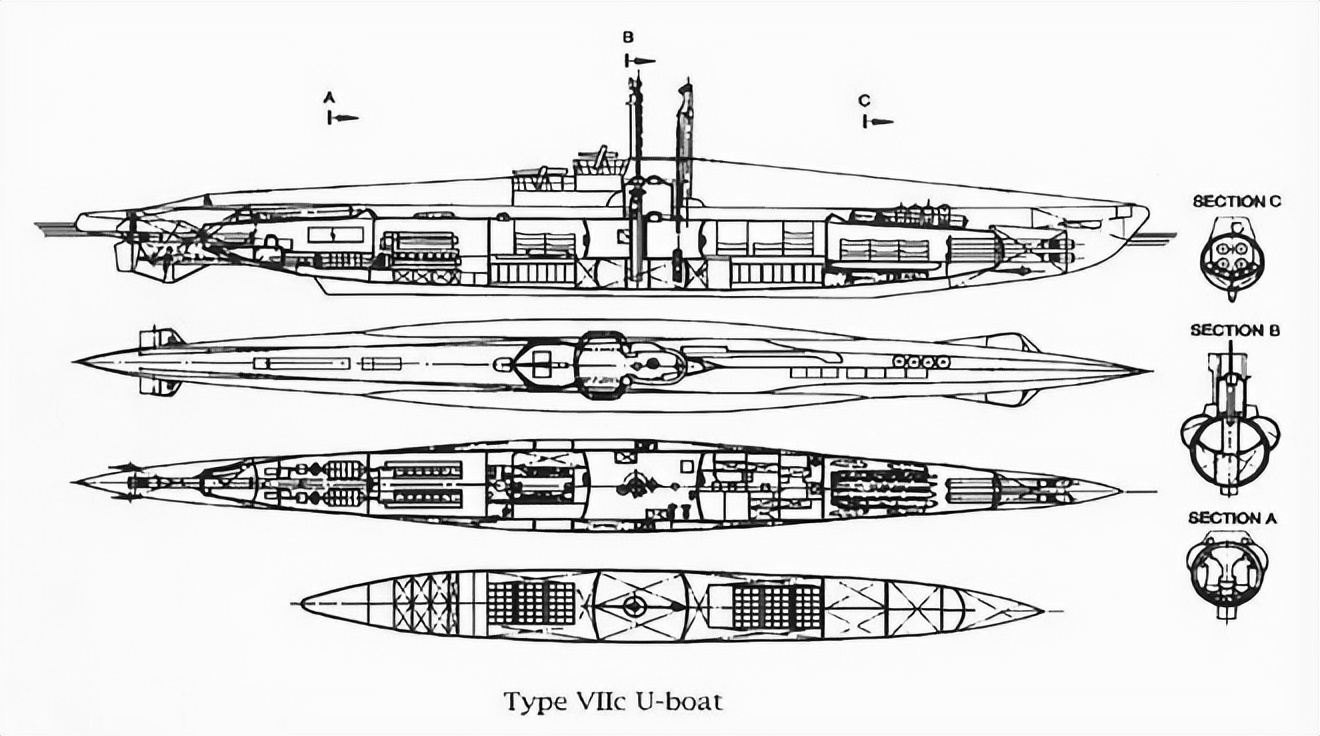
Sơ đồ các mặt cắt một tàu ngầm Type VIIC

Phân lớp VIIC của Tàu ngầm Type VII là một phiên bản VIIB được kéo dài thêm. Chúng có trọng lượng choán nước 769 t (757 tấn Anh) khi nổi và 871 t (857 tấn Anh) khi lặn). Con tàu có chiều dài chung 67,10 m (220 ft 2 in), lớp vỏ trong chịu áp lực dài 50,50 m (165 ft 8 in), mạn tàu rộng 6,20 m (20 ft 4 in), chiều cao 9,60 m (31 ft 6 in) và mớn nước 4,74 m (15 ft 7 in).
Chúng trang bị hai động cơ diesel Germaniawerft F46 siêu tăng áp 6-xy lanh 4 thì, tổng công suất 2.800–3.200 PS (2.100–2.400 kW; 2.800–3.200 bhp), dẫn động hai trục chân vịt đường kính 1,23 m (4,0 ft), cho phép đạt tốc độ tối đa 17,7 kn (32,8 km/h), và tầm hoạt động tối đa 8.500 nmi (15.700 km) khi đi tốc độ đường trường 10 kn (19 km/h). Khi đi ngầm dưới nước, chúng sử dụng hai động cơ/máy phát điện Garbe, Lahmeyer & Co. RP 137/c  tổng công suất 750 PS (550 kW; 740 shp). Tốc độ tối đa khi lặn là 7,6 kn (14,1 km/h), và tầm hoạt động 80 nmi (150 km) ở tốc độ 4 kn (7,4 km/h). Con tàu có khả năng lặn sâu đến 230 m (750 ft).
Vũ khí trang bị có năm ống phóng ngư lôi 53,3 cm (21 in), bao gồm bốn ống trước mũi và một ống phía đuôi, và mang theo tổng cộng 14 quả ngư lôi, hoặc tối đa 22 quả thủy lôi TMA, hoặc 33 quả TMB. Tàu ngầm Type VIIC bố trí một hải pháo 8,8 cm SK C/35 cùng một pháo phòng không 2 cm (0,79 in) trên boong tàu. Thủy thủ đoàn bao gồm 4 sĩ quan và 40-56 thủy thủ.

### Chế tạo
U-381 được đặt hàng vào ngày 23 tháng 9, 1939, và được đặt lườn tại xưởng tàu của hãng Howaldtswerke ở Kiel vào ngày 26 tháng 4, 1941. Nó được hạ thủy vào ngày 14 tháng 1, 1942, và nhập biên chế cùng Hải quân Đức Quốc Xã vào ngày 25 tháng 2, 1942 dưới quyền chỉ huy của Hạm trưởng, Đại úy Hải quân Wilhelm-Heinrich Graf von Pückler und Limpurg.

## Lịch sử hoạt động

### 1942
Sau khi hoàn tất việc huấn luyện trong thành phần Chi hạm đội U-boat 5, U-381 được điều sang Chi hạm đội U-boat 7 từ ngày 1 tháng 10, 1942 để hoạt động trên tuyến đầu.

#### Chuyến tuần tra thứ nhất
U-381 khởi hành từ Kiel vào ngày 1 tháng 10 cho chuyến tuần tra đầu tiên trong chiến tranh. Nó băng qua khe GIUK giữa các quần đảo Shetland và Faroe để vòng qua quần đảo Anh và hoạt động trong vùng biển giữa Bắc Đại Tây Dương về phía Đông Nam Greenland. Không tìm thấy mục tiêu nào phù hợp, nó kết thúc chuyến tuần tra và đi đến cảng St. Nazaire bên bờ Đại Tây Dương của Pháp đã bị Đức chiếm đóng, đến nơi vào ngày 21 tháng 11.

### 1943

#### Chuyến tuần tra thứ hai
U-381 vẫn không may mắn hơn trong chuyến tuần tra tiếp theo, kéo dài từ ngày 19 tháng 12, 1942 đến ngày 19 tháng 2, 1943, cùng xuất phát và kết thúc tại căn cứ St. Nazaire. Chiếc tàu ngầm hướng xuống phía Nam để hoạt động trong Đại Tây Dương tại lối tiếp cận eo biển Gibraltar. Ở phía Tây Bồ Đào Nha vào ngày 14 tháng 2, U-381 bị một thủy phi cơ PBY Catalina thuộc Liên đội 202 Không quân Hoàng gia Anh tấn công ở vị trí ngoài khơi mũi Carvoeiro về phía Bắc Lisbon. Cuộc tấn công này, nguyên được cho là đã đánh chìm tàu ngầm U-620, thực ra nhắm vào U-381 nhưng nó thoát được mà không bị hư hại.

#### Chuyến tuần tra thứ ba – Mất tích
U-381 tiếp tục khởi hành từ cảng St. Nazaire vào ngày 31 tháng 3 cho chuyến tuần tra thứ ba, cũng là chuyến cuối cùng,  để hoạt động tại khu vực Trung tâm Bắc Đại Tây Dương. Nó báo cáo về căn cứ lần sau cùng vào ngày 9 tháng 5 ở vị trí về phía Đông Nam Greenland, tại tọa độ khoảng 51°30′B 36°00′T / 51,5°B 36°T. Sau đó nó mất tích mà không rõ nguyên nhân, và được cho là đã mất vào khoảng ngày 21 tháng 5 với tổn thất toàn bộ 47 thành viên thủy thủ đoàn trên tàu.
Trước đây một số nguồn cho rằng U-381 bị đánh chìm vào ngày 19 tháng 5, 1943 trong Bắc Đại Tây Dương về phía Đông Nam mũi Farewell, Greenland, tại tọa độ 54°41′B 34°45′T / 54,683°B 34,75°T, bởi mìn sâu thả từ các tàu khu trục HMS Duncan và tàu corvette HMS Snowflake, vốn đang hộ tống cho Đoàn tàu SC130 trong hành trình từ Halifax, Canada đến Liverpool, Anh. Cuộc tấn công này thật ra nhắm vào các tàu ngầm U-304 và U-636, cả hai đều đã chạy thoát mà không bị hư hại.

### "Bầy sói" tham gia
U-381 từng tham gia chín bầy sói:
- Panther (11 – 20 tháng 10, 1942)
- Veilchen (20 tháng 10 – 5 tháng 11, 1942)
- Delphin (26 tháng 12, 1942 – 14 tháng 2, 1943)
- Adler (11 – 13 tháng 4, 1943)
- Meise (13 – 27 tháng 4, 1943)
- Star (27 tháng 4 – 4 tháng 5, 1943)
- Fink (4 – 6 tháng 5, 1943)
- Inn (11 – 15 tháng 5, 1943)
- Donau 1 (15 – 21 tháng 5, 1943)